# Lopburi
Lopburi è una città della Thailandia situata circa 150 km a nord Bangkok. Il suo territorio è compreso nel distretto di Mueang Lopburi, che è il capoluogo della provincia di Lopburi.

## Storia
Reperti archeologici rinvenuti nella zona della città, attestano l'esistenza di insediamenti umani risalenti all'età del Bronzo e di diverse città preistoriche. L'antico nome di Lopburi era Lavo, fu fondata tra il V ed il VII secolo d.C. e fu un'importante città-Stato durante il periodo Dvaravati, quando il popolo mon estese la sua influenza sull'odierna Thailandia Centrale. Secondo gli annali cinesi, il Regno di Lavo inviò tributi agli imperatori della Dinastia Tang (618–907) e a quelli della dinastia Song (960–1279). Il regno venne anche descritto da Marco Polo con il nome di Locak. In questo periodo vennero realizzati numerosi stupa, nello stile denominato Dvaravati.
Lavo divenne uno Stato vassallo dell'Impero Khmer tra il X ed il XIII secolo, la maggior parte degli antichi monumenti della città sono perciò in stile khmer. Attorno alla metà del XIV secolo, Ramathibodi I sposò le figlie dei re di Lavo e di Suphannaphum, un'altra mueang dei mon chiamata anche Uthong, situata nell'odierna provincia di Suphanburi. Divenne sovrano dei due Stati e nel 1350 fondò Ayutthaya, capitale del regno omonimo nato dalla fusione di Lavo e Suphannaphum.
Per alcuni decenni, Lavo divenne un principato del nuovo regno e perse gradualmente la sua importanza fino a quando, nel 1664, il re di Ayutthaya Narai ne fece la capitale estiva ed affidò ad architetti francesi la ristrutturazione del vecchio palazzo del governatore. Dopo che il palazzo fu completato, Narai vi soggiornò 8 mesi all'anno.
Alla morte di Narai, Lavo ebbe un lungo periodo di declino e gli edifici caddero in rovina. Fu il re Mongkut, nel XIX secolo, a cambiare il nome Lavo in Lopburi e a ristrutturarla facendone una città reale. Fu profondamente ristrutturata nel 1937 per volere del primo ministro thailandese Plaek Pibulsonggram, che intese farne il centro militare del paese.

## Luoghi d'interesse

### Phra Prang Sam Yot

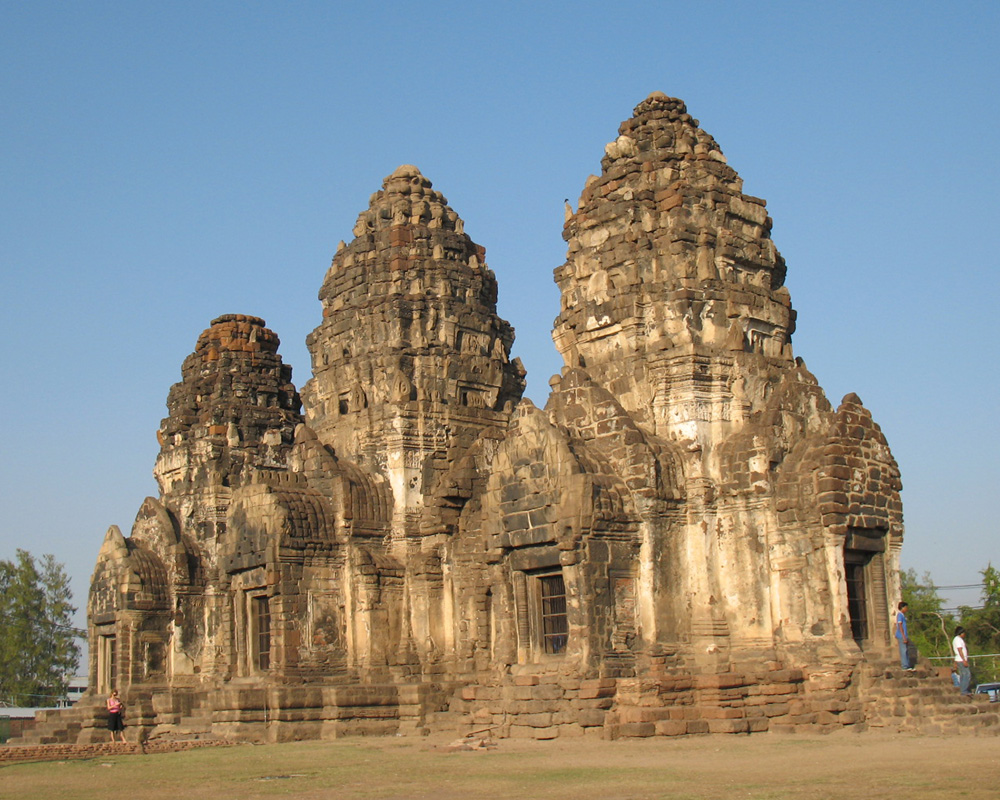
Tempio Prang Sam Yot

Vicino alla stazione ferroviaria si trova un tempio induista costruito in stile khmer, che testimonia la profonda influenza indiana nell'Antico Siam.

Il tempio comprende tre prang costruiti in mattoni, laterite e pietra, collegati tra loro da corridoi, che rappresentano le divinità principali della trinità induista. Tra le sculture visibili ancora oggi vi è quella di un eremita con le mani sulle ginocchia, mentre tra le decorazioni spiccano quelle in stucco con motivi non Khmer, ma di un'influenza Dvaravati.

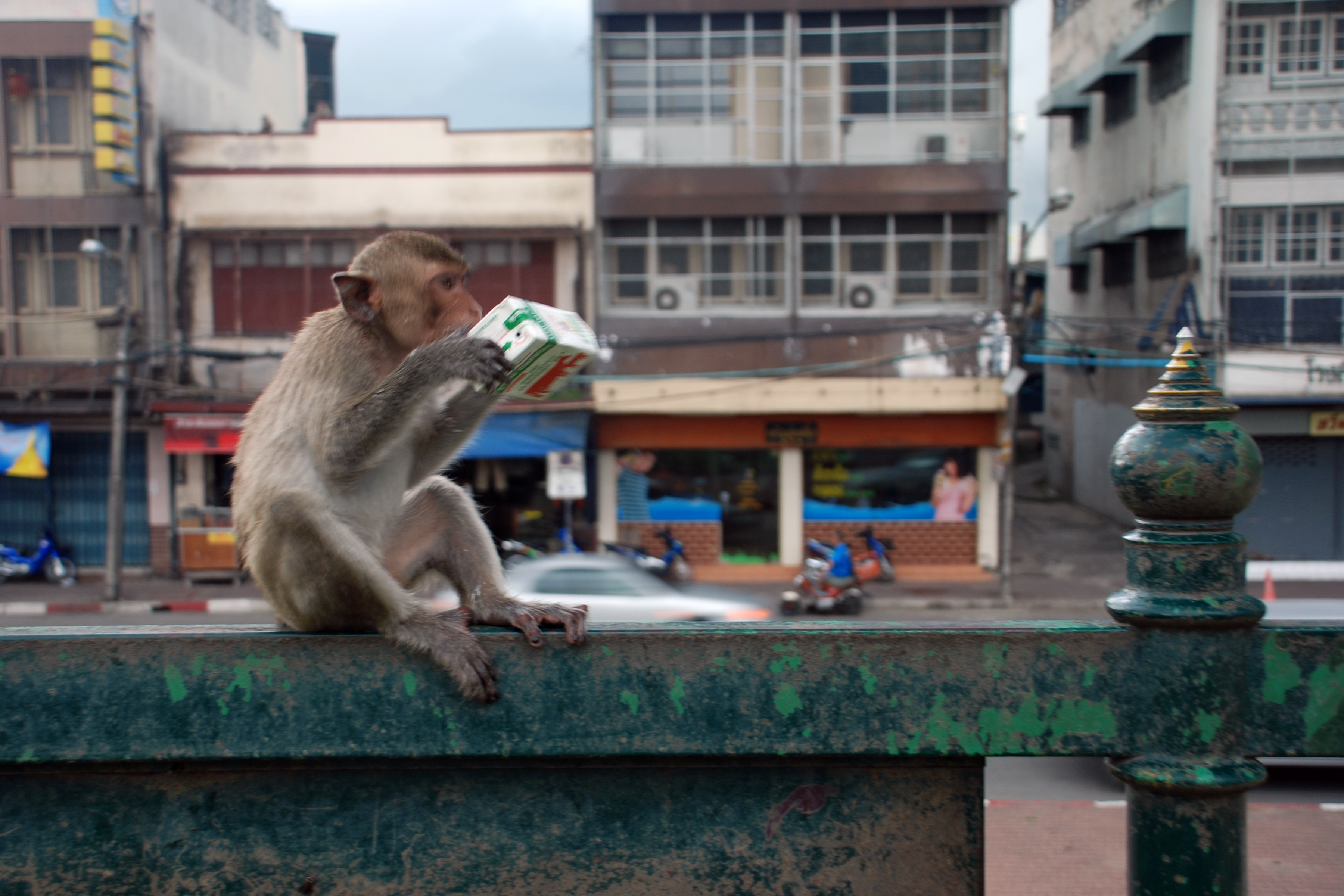
Un macaco nella piazza del Phra Prang Sam Yot

Il tempio è famoso anche per le centinaia di macachi che lo abitano e che vengono nutriti dalla popolazione locale, in particolare durante il Festival della scimmia in novembre.
Il nome del santuario significa <<Il Santuario delle Tre Cime>>.

### Baan Vichayen

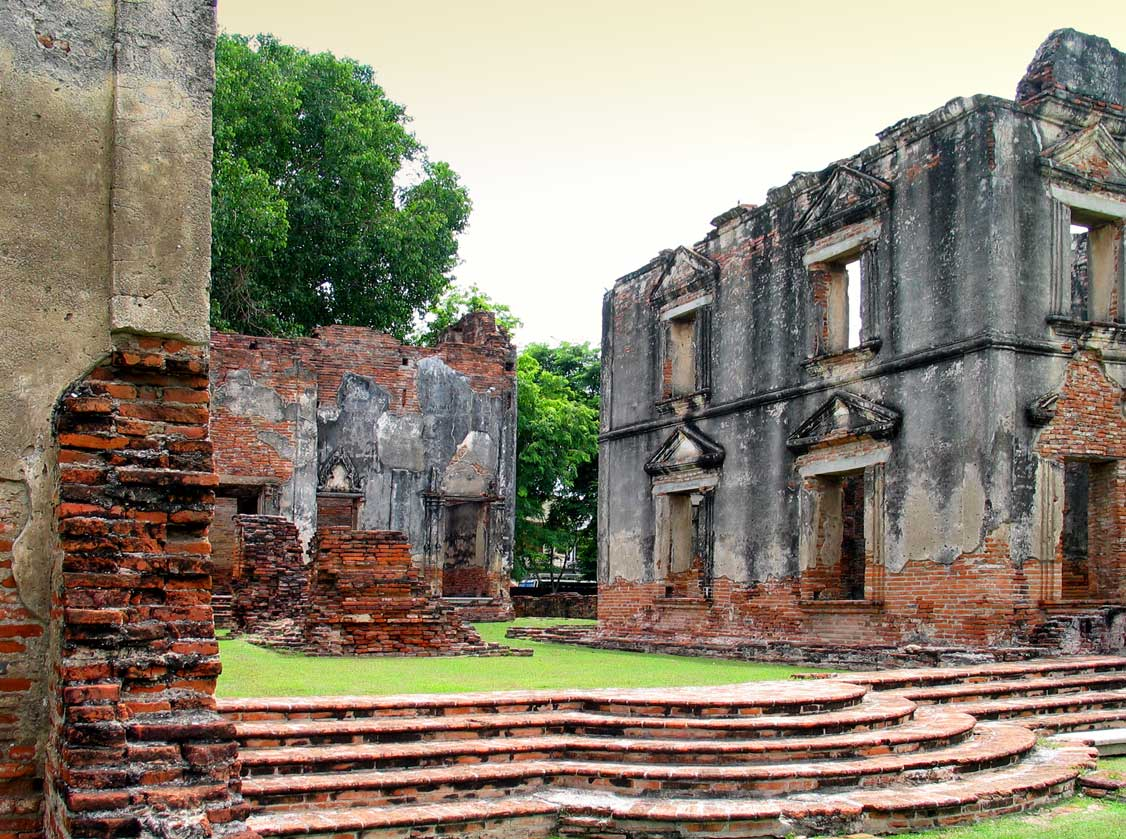
Baan Vichayen

Il re Narai fece costruire Baan Vichayen, elegante residenza per il cavaliere di Chaumount che in seguito fu abitata da Constantine Phaulkon, l'avventuriero greco diventato il consigliere più influente del re, che venne chiamato Vichayen dai siamesi.

### Dusit Sawan Thanya Maha Prasat
Era l'edificio che ospitava il trono, situato in una grande sala per le udienze, dove il re Narai incontrava le delegazioni estere.

Rappresenta un tipico esempio dell'incrocio tra le architetture occidentali e siamese nel periodo di Ayutthaya.

### Phra Narai Ratchanivet
Conosciuto anche come Palazzo del re Narai, fu costruito nel XVII secolo con l'ausilio di architetti francesi ed italiani ed era la residenza estiva del sovrano. Ristrutturato nel 1856 dal re Rama IV Mongkut, nel 1924 fu trasformato in museo.

### Phra Sriratana Mahathat
Si può considerare il più vasto complesso monumentale della città, comprendente una famosa pagoda. In queste strutture si nota il passaggio da uno stile di Lopburi, quello definito "stile del Bayon" (sec. XII), ad uno thai vero e proprio (sec. XIV).